# Prosopocera lockleyi
Prosopocera lockleyi är en skalbaggsart som beskrevs av Stefan von Breuning 1936. Prosopocera lockleyi ingår i släktet Prosopocera och familjen långhorningar.
Artens utbredningsområde är Sierra Leone. Inga underarter finns listade i Catalogue of Life.